# L'Amour en question
L'Amour en question is een Franse film van André Cayatte die werd uitgebracht in 1978. 

## Verhaal
Wanneer architect Philippe Dumais voor zijn villa in Nice dood wordt aangetroffen blijkt dat hij op een brutale manier werd neergeschoten. Commissaris Suzanne Corbier voert het onderzoek en ze verdenkt onmiddellijk Catherine, Philippe's jonge weduwe van Zweedse afkomst en haar even jonge Engelse minnaar Tom Hastings. De twee geliefden ruiken onraad en slaan op de vlucht. Ze worden gevat wanneer ze proberen de Frans-Italiaanse grens over te steken. 

## Rolverdeling
| Acteur            | Personage                               |
| ----------------- | --------------------------------------- |
| Annie Girardot    | commissaris Suzanne Corbier             |
| Bibi Andersson    | Catherine Dumais, de vrouw van Philippe |
| Michel Galabru    | de procureur                            |
| Michel Auclair    | Philippe Dumais                         |
| Georges Géret     | commissaris Lachot                      |
| Dominique Paturel | meester Rhune                           |
| John Steiner      | Tom Hastings, de minnaar van Catherine  |

## Trivia
- Na het liefdesdrama Mourir d'aimer (1971), de op twee na meest bekeken film van 1971 in Frankrijk, en de drama's Il n'y a pas de fumée sans feu (1973) en À chacun son enfer (1976), vertolkte Annie Girardot voor de vierde en laatste keer de hoofdrol in een film van André Cayatte. L'Amour en question was tevens zijn laatste film.